# 469 av. J.-C.
Cette page concerne l'année 469 av. J.-C. du calendrier julien proleptique.

## Événements
- 24 août : début à Rome du consulat de Titus Numicius Priscus et A. Verginius (Tricostus) Cæliomontanus[1].

- Début du règne de Zhou Zhendingwang, dix-septième roi des Zhou Orientaux en Chine (fin en 442 av. J.-C.)[2].
- Archidamos II devient roi de Sparte (fin en 427 av. J.-C.)[3]. Deux tendances se dessinent à Sparte entre ceux qui, autour de  Pausanias, craignent l'expansionnisme athénien avec la Ligue de Délos, et le parti conservateur, hostile à la royauté et aux lointaines entreprises et inquiet de la montée en puissance d'Argos qui venait de se donner un régime démocratique et de détruire ses rivales Mycènes et Tirynthe. Ce dernier parti réussit à faire revenir Pausanias à Sparte où il est condamné, accusé de trahison au profit du roi des Perses. Il meurt de faim, emmuré dans le temple où il s’est réfugié.

## Décès en −467
- Pausanias, général spartiate.
- Léotychidas II, roi de Sparte en exil.